# Listes des armes de l'United States Navy
 (août 2022).
Si vous disposez d'ouvrages ou d'articles de référence ou si vous connaissez des sites web de qualité traitant du thème abordé ici, merci de compléter l'article en donnant les références utiles à sa vérifiabilité et en les liant à la section « Notes et références ».

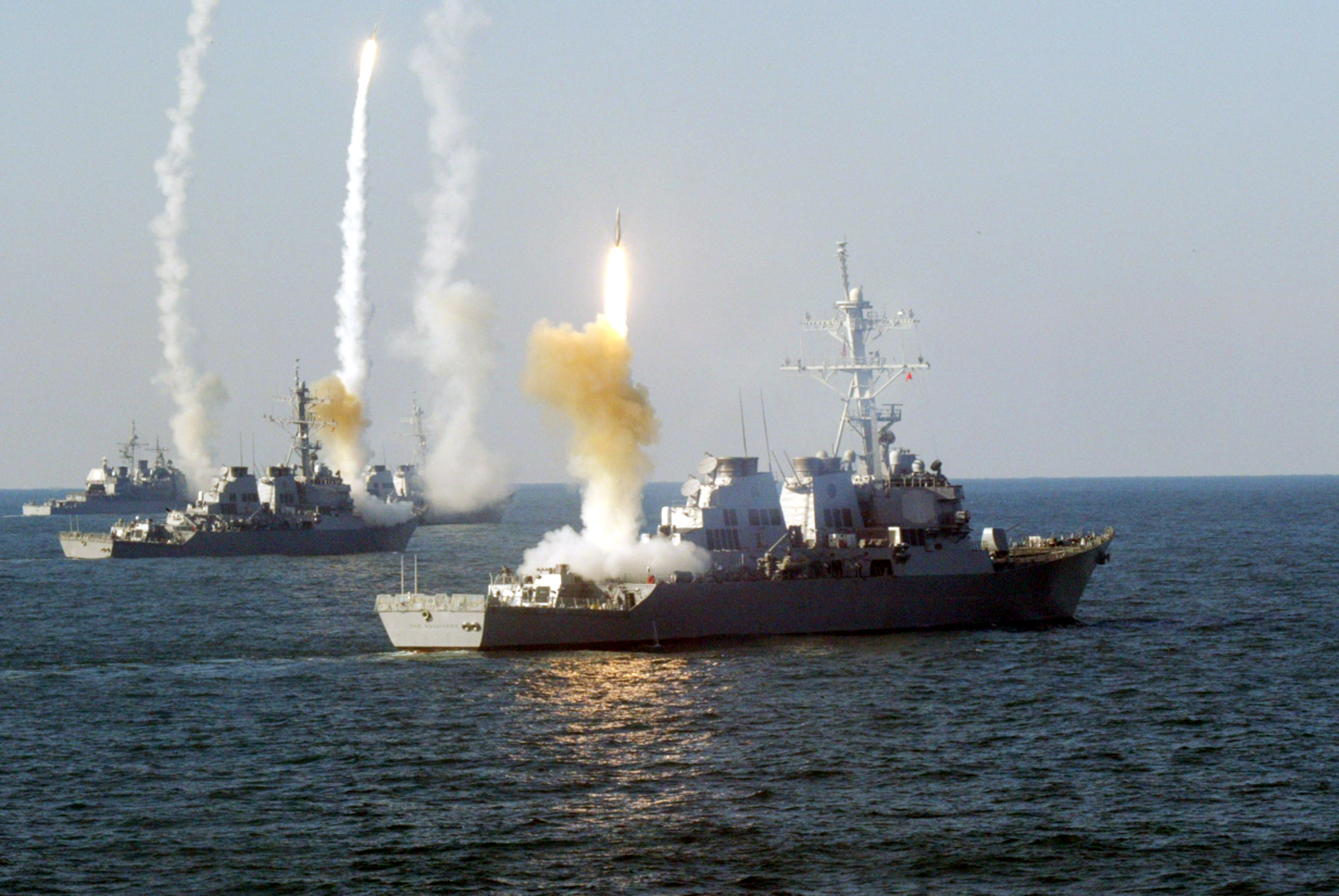
Tir coordonnées par le système de combat Aegis d'une salve de missiles sol-air RIM-66 Standard par un croiseur de la classe Ticonderoga et trois destroyers de la classe Arleigh Burke en 2003.

La liste qui suit constitue la liste des armes de l'United States Navy, la marine de guerre des États-Unis. Il s'agit d'équipements offensifs équipés sur les différents appareils de la composante maritime des forces armées des États-Unis au début du XXIe siècle.

## Navires
- Système de combat Aegis[1]
- Canon à son LRAD[2]
- Laser Weapon System
- Mk38 Bushmaster
- Bofors 57 mm gun (en)

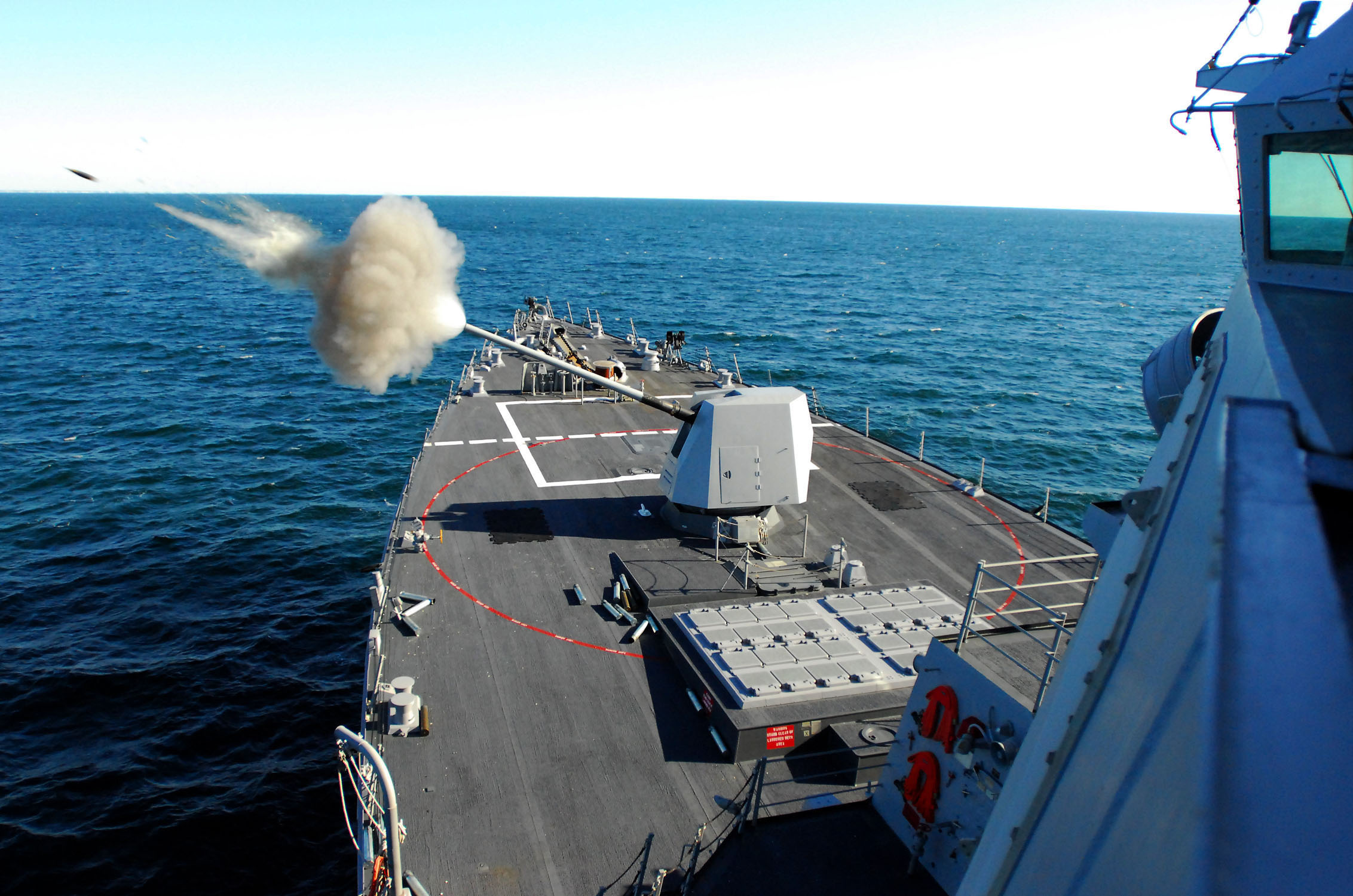
Un 5"/54 caliber Mark 45 gun mod. 4 tirant un obus de 127 mm.

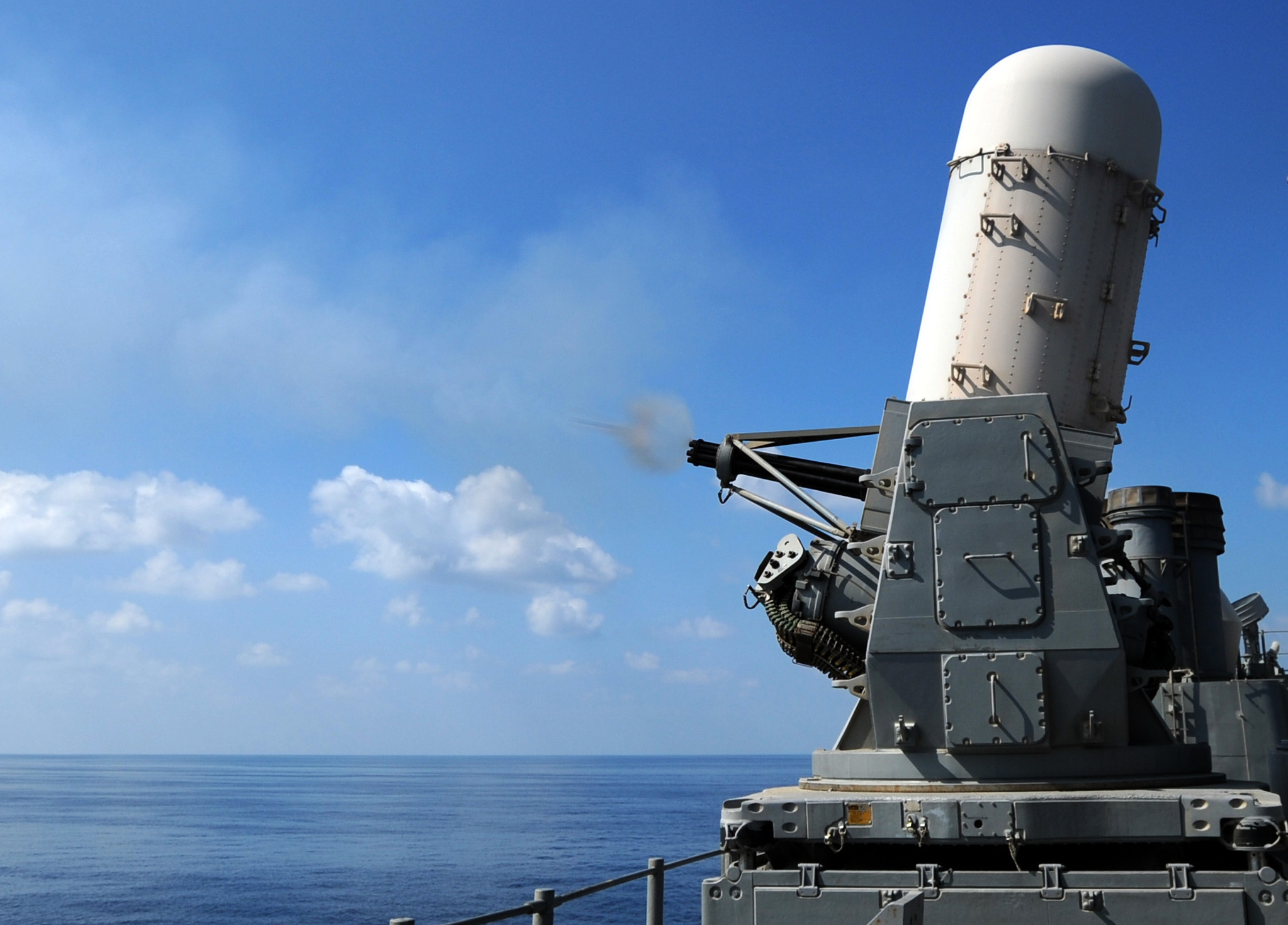
Phalanx ouvrant le feu lors d'un essai sur le croiseur USS Monterey (CG-61) en novembre 2008.

- Canon de 5 pouces/54 calibres Mark 45
- Phalanx CIWS
- AGM-84 Harpoon
- BGM-109 Tomahawk
- RIM-66 Standard (SM-1MR/SM-2MR)
- RIM-67 Standard (SM-1ER/SM-2ER)
- Missile léger RIM-116
- RIM-161 Standard (SM-3)
- RIM-161 Standard Missile 3 (SM-6)
- RIM-162 ESSM
- RUM-139 VL-ASROC
- Torpille Mark 46
- Torpille Mark 48
- Torpille Mark 50
- Torpille Mark 54
- Mine Mark 60 CAPTOR
- Missile balistique Trident (ogives W76 et W88)

## Aéronefs
- M61 Vulcan
- AGM-84 Harpoon
- AGM-88 HARM
- AGM-65 Maverick
- AGM-119 Penguin
- AGM-154 Joint Standoff Weapon
- AIM-9 Sidewinder
- AIM-7 Sparrow
- AIM-120 AMRAAM
- AGM-84H/K SLAM-ER (en)
- Bombe guidée par GPS JDAM
- Bombe guidée laser Paveway
- CBU-100 Cluster Bomb
- Bombe Mark 82

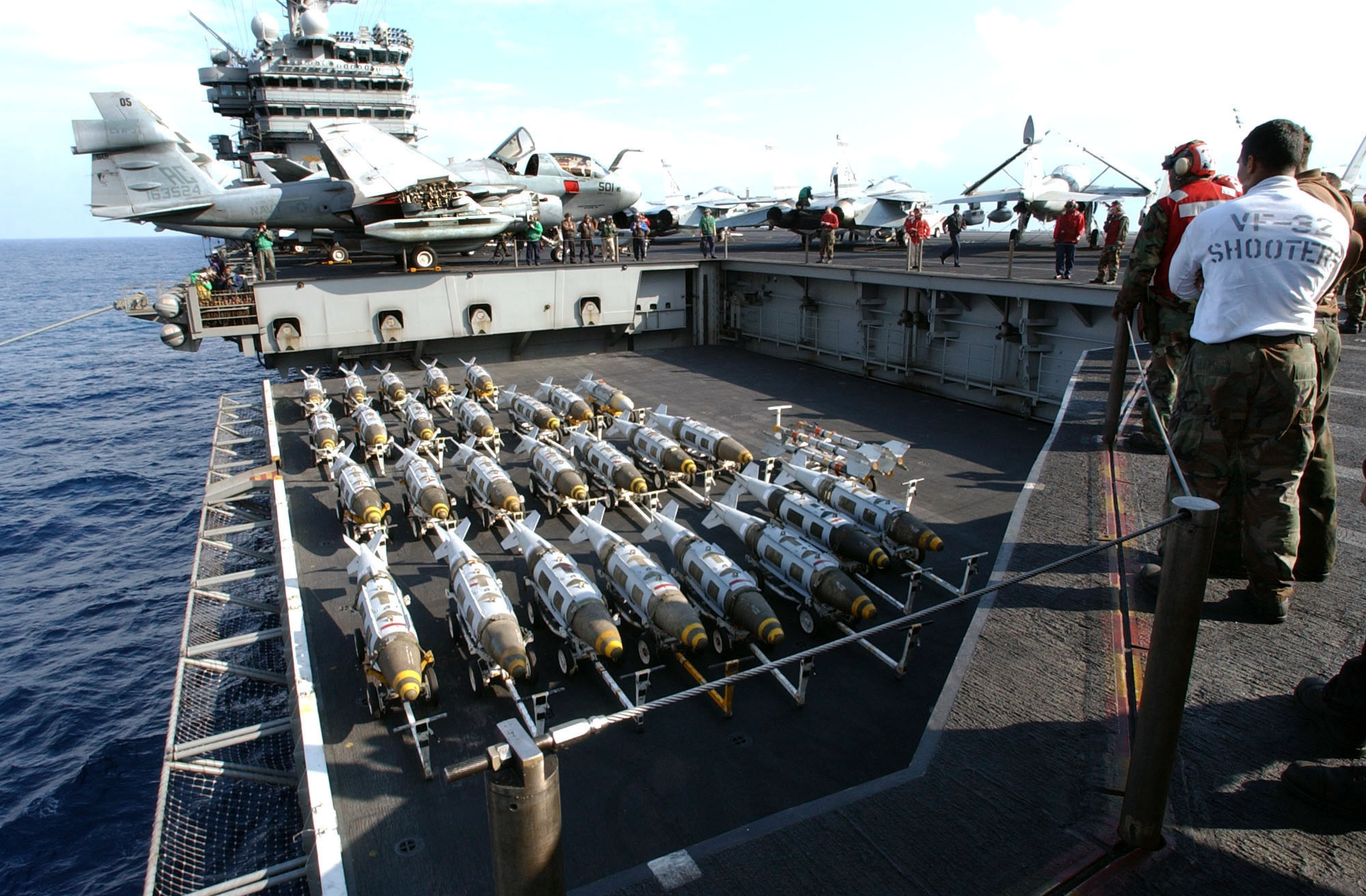
Joint Direct Attack Munitions montés sur le pont du port-avions USS Harry S. Truman (CVN-75) en mars 2003.

- SCALPEL (en) (Small Contained-Area Laser Precision Energetic Load)
- Bombe nucléaire B61